# Antheua bossumensis
Antheua bossumensis är en fjärilsart som beskrevs av M.Gaede 1915. Antheua bossumensis ingår i släktet Antheua och familjen tandspinnare. Inga underarter finns listade i Catalogue of Life.